# ワラキア蜂起

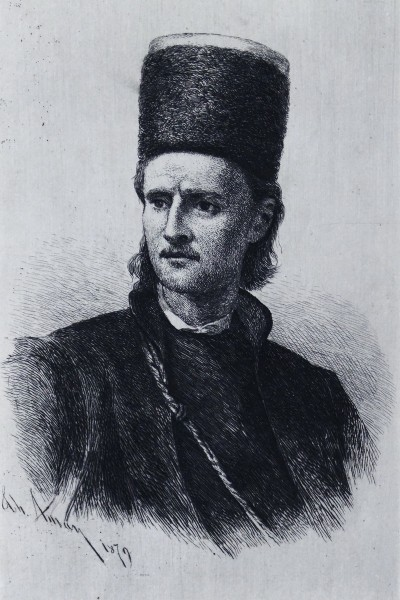
ワラキア蜂起の指導者トゥドール・ヴラディミレスク

ワラキア蜂起（ワラキアほうき、ワラキア農民蜂起とも）（ルーマニア語:Revoluția de la 1821（1821年革命））とは1821年、オスマン帝国支配下のワラキア公国で発生した蜂起。ギリシャ独立戦争と同時に行われたが、ロシアの協力を得ることができずオスマン帝国によって鎮圧された。

## 背景

### オスマン帝国の侵攻

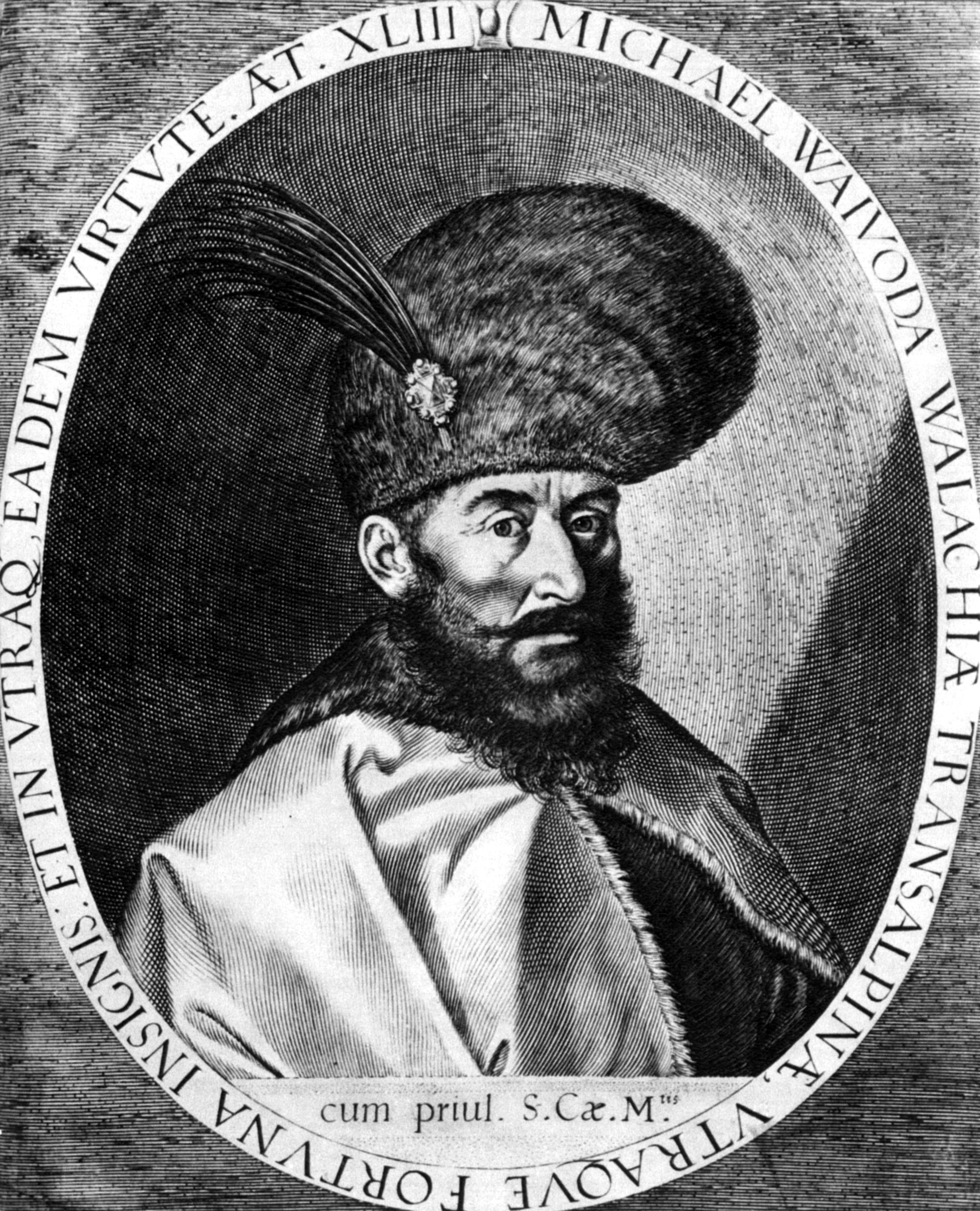
ミハイ勇敢侯

オスマン帝国がヨーロッパへ勢力拡大に動き、コソボの戦いでバルカン諸侯軍を撃破するとオスマン帝国のバルカン半島支配が決定的となった。そのため、ブルガリア、セルビアはオスマン帝国支配下となりギリシャ、ボスニア、アルバニアもその攻撃を受けた。そのなか、現在のルーマニア南部に位置するワラキアのミルチャ1世はオスマン帝国の宗主権を受け入れざるを得ない状況に陥り、1411年以降、オスマン帝国へ朝貢を行い、その公位もオスマン帝国の意思によって左右される事態に至った。
一時期、ウラド3世の時代には遠征してきたオスマン帝国スルタンメフメト2世を2度に渡って撃退し、ミハイ勇敢侯の時代にはオスマン帝国を撃退してモルダヴィア、トランシルバニアを併合、ルーマニア統一に成功した。しかし、ミハイ勇敢侯が死去すると再びワラキアはオスマン帝国支配下となったが、ギリシャ、セルビア、ブルガリアと違い半独立状態で自治権は与えられた。
当初、モルダヴィア、ワラキアはオスマン帝国へ貢納することで自治権を認められていたが、公爵の地位などをめぐって貴族（ボィエール）らの間で争いが生じた。このため、ボィエールらは自らを有利にするためにオスマン帝国の高官らへ賄賂を送るようになったが、これは公爵の地位をオスマン帝国が左右することにつながった。そしてオスマン帝国占領下で認められた正教会を抑えていたためにその地位が向上していたギリシャ人らがワラキア、モルダヴィアへ移住しはじめた。

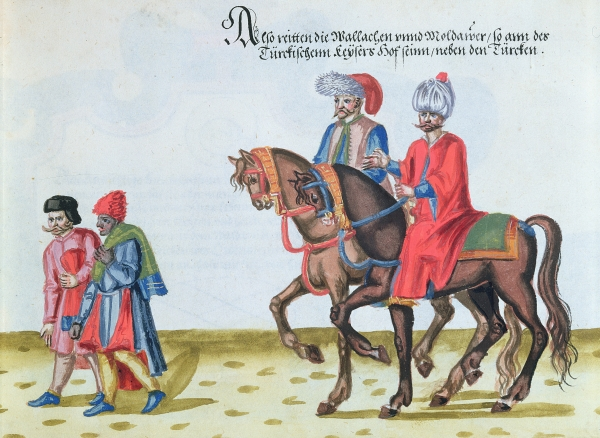
ワラキアの貴族、16世紀後半

露土戦争 (1710年-1711年)でオスマン帝国が勝利した1711年以降、ワラキア及びモルダヴィアの諸侯の地位はオスマン帝国の監督下となり、その公位をオスマン帝国で特権を有していたギリシャ人であるファナリオティスが務めるようになった。この中にはイプシランディス家、マヴロコルダトス家といった後にギリシャ独立戦争で活躍する一族も着任した。そしてこのオスマン帝国による統治は徐々に肥大化していたオスマン帝国の維持のために貢納など搾取され、果てには公位でさえも競売される事態に至り、なおかつ極一部の公位を買うことのできるファナリオティスらに独占された。
ワラキア、モルダヴィア両公国は軍隊が廃止されて儀礼など必要最小限にされ、外交権もオスマン帝国の管理下に置かれた。そして搾取はワラキアの人々の困窮と反感をもたらし、18世紀以降、農民らは土地から逃亡し、さらにヨーロッパがオスマン帝国に対して優位になるとオスマン帝国は国の維持のために搾取を強化、これにワラキアの人々は抵抗を強めていった。

### ワラキアを狙う列強国

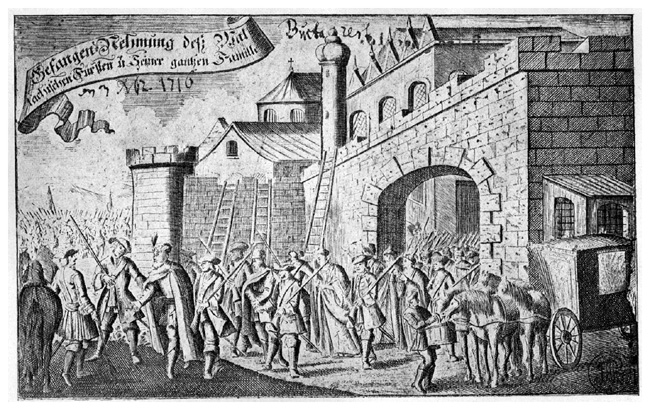
オーストリア軍の捕虜となったニコラエ・マヴロコルダトス、1716年

オーストリアとの間に墺土戦争が発生してオーストリア軍が優位に事を進めると、ワラキアのボイエールたちはオーストリア帝国 領としてワラキア公国を自治国化させることを提言、ワラキア公ニコラエ・マヴロコルダトスはこれを鎮圧するために命令を下したが、そのためにルーマニア正教会大主教アンティム・イヴィレアヌらが殺害された。しかし結局、ボイエール側が勝利を収め、さらにオーストリア軍がワラキアへ進撃した。このため、1718年に結ばれたパッサロヴィッツ条約でオーストリアはセルビア、ワラキア公国の一部であるオルテニアなどを手に入れた。そしてオーストリアがオルテニアを支配している間、様々な改革が行われた。これは後にワラキアがオスマン帝国に返還された際に諸改革が行われることにつながるが、オスマン帝国の意に反する改革は阻止された。
1735年、オーストリア・ロシア・トルコ戦争が勃発するとロシア軍はモルダヴィアへの侵攻に成功したが、ワラキアを奪取しようとしたオーストリア軍は進撃に失敗、オルテニアは放棄された。結局、1739年に結ばれたベオグラード条約でオルテニアはワラキアへ再び併合された。
またさらに、不凍港を求め南下政策を採用していたロシアのエカチェリーナ2世はオスマン帝国との戦いを続けていたが、露土戦争で勝利したロシアは1774年に結ばれたキュチュク・カイナルジ条約で黒海北方を得た上でオスマン帝国内のキリスト教徒らを保護する権利も得た。そしてワラキア、モルダヴィア両公国のボイエールらもこの条約締結の際に参加していたが、彼らはロシア、プロイセン、オーストリアの保障の下でワラキア、モルダヴィアの自治国化を求めた。
ロシア、オーストリアらがオスマン帝国より優位に立ったことはワラキア、モルダヴィアの人々らに解放の気運を与え、両公国の人々はロシア、オーストリアなどの対オスマン帝国の戦いに義勇軍として参加、ボイエールたちはウィーンやサンクトペテルブルクへワラキア、モルダヴィア両公国の自治を認めるよう覚書を送付してオスマン帝国からの解放を表明した。

ワラキア、1800年頃

1774年以降、一時的な平和を得たワラキア、モルダヴィア両公国は一時的に停止されていたファナリオティス制が復活、アレクサンドル・イプシランティスがワラキア公に就任すると様々な改革が行われた。しかしこの改革も困窮していたオスマン帝国政府が過大な要求を出したため、崩壊、さらに1787年に露土戦争が勃発するとロシア軍、オーストリア軍がワラキア、モルダヴィアへ侵攻、両公国は主戦場となり荒廃した。ただしオーストリア軍はフランス革命の発生とオランダにおける反乱の発生のために、途中で手を引かざるをえなくなったため、ロシアとオスマン帝国の間で1792年、ヤシー条約が結ばれた。そしてバルカン半島においてビザンツ帝国を復活させギリシャ帝国を復興させるというエカチェリーナ2世の夢はモルダヴィア、ワラキア両公国を占領しながらもイギリスとの利害関係が発生した事であきらめざるを得なかった。
一方、フランスで台頭したナポレオン・ボナパルトはオーストリア軍を撃破、オーストリアの南東ヨーロッパ進出計画をも断念させた上でルーマニアへ興味を示した。そのため、ワラキア、モルダヴィア両公国のボイエールたちはナポレオンへ覚書を送り、ワラキアへの自治制導入とファナリオティスによる公位独占を廃止することを求めた。ナポレオンはオスマン帝国に圧力をかけてワラキア、モルダヴィア両公を罷免させたが、これはあくまでも当時対立していたロシアを苦境に陥れるための措置であり、ボイエールらの願いを叶えたわけではなかった。しかし、その一方でナポレオンが1807年にオペール大尉（『モルダヴィアとワラキアに関する統計的基礎知識』の著者）を派遣したことでその影響を受けた。
ところが、このオスマン帝国による両公の解任はロシアとの協定に違反したものであったため、ロシアはオスマン帝国へ宣戦布告、露土戦争が勃発したが、おりしもナポレオンがティルジットの和約をロシアと結んだためにオスマン帝国は単独でロシアと戦わなければならなかった。そして、両公国は1806年、ロシアによって占領されたが、オルテニアのパンドゥーリ兵（ワラキアにおける非常備軍のこと）はロシアに協力、ロシアはオスマン帝国に勝利したが、この時の経験は後のワラキア蜂起において役立つことになった。

### 募るオスマン帝国への不満
| 19世紀のワラキアの人々 |  | 19世紀のワラキアの人々 |
| 19世紀のワラキアの人々 |  |                        |

ロシア軍はワラキア、モルダヴィアにそのまま駐留したが、1812年、ナポレオンとの間に緊張が走ると5月28日、ブカレスト条約が結ばれてロシア軍はベッサラビア等、ロシアへ編入された地域まで撤退、両公国は再びファナリオティスによって統治されることになった。しかし、ファナリオティスたちもオスマン帝国への反発を徐々に明らかにしていった。
しかし、このファナリオティスらによる統治はワラキア、モルダヴィア両公国にとって圧政の象徴でしかなかった。オスマン帝国はこの制度を利用して莫大な金額、膨大な物資を搾取した。日々の労働時間は増加する一方で手工業も列強らが進出したことによって発展が阻害されていた。ワラキア、モルダヴィアで設立された工場のほとんどが短期間で倒産し、一部の工場だけが操業を続けている状況であった。
こうしてワラキア、モルダヴィア両公国が発展するにはオスマン帝国を排除するほかないという段階にまで至っていた。1804年以降、セルビアではオスマン帝国に対する反乱が頻発し、1817年に自治を得るに至っていた。また、ギリシャ人らも独立運動を展開しており、1814年、ロシアのオデッサにおいてフィリキ・エテリアを結成して独立を目指していた。こうしてオスマン帝国によって占領されていたバルカン半島の諸民族らに独立の気運が高まりつつあった。

## バルカン半島に生じる民族意識

### 各地で発生する蜂起
1804年、セルビアでオスマン帝国に対する不満から反乱が発生した。後にセルビア蜂起と呼ばれるこの反乱はあくまでもセルビアで暴政を振るったイェニチェリに対してであったが、徐々に民族的側面を帯びセルビアの独立を目指すようになっていった。1804年に始まった第一次セルビア蜂起は失敗に終わったが、1815年に再び始まった第二次セルビア蜂起でセルビアは自治権の獲得に成功してセルビア公国が成立、オスマン帝国下ではあるが指導者ミロシュ・オブレノヴィチを世襲君主とする自治国家となった。また、ギリシャ人らも独立運動を展開し始め、1814年にはロシアのオデッサでフィリキ・エテリア（友愛教会）が設立され、アルバニア南部のアヤーン、アリー・パシャも不穏な動きを見せていた。

### ルーマニアの状況

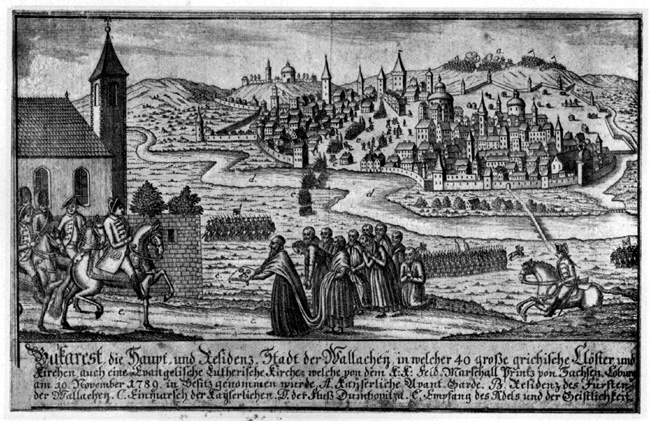
ブカレスト、18世紀

しかし、ルーマニアはセルビア、ギリシャとは状況が異なっていた。第一に列強の影響を強く受けざるを得なかったこと、第二にルーマニア人社会が分裂していたことであった。
第一点については、ルーマニアはロシアに地理的に隣接しており、ロシア、オスマン帝国の間で戦争が始まると常にその被害を被ることになった。そしてロシアが徐々に優勢になっていくと、両公国は度々ロシアに占領され、その影響を強く受けるようになっていった。
第二点については、両公国はオスマン帝国占領以降も限定的自治権を持っていたことでそれまでのボイエール（貴族）、僧侶らの勢力が保持されたことである。そのため、農民らは農奴と変わらない状況で収奪されていた。そして、ファアナリオティスらによる統治がそれを悪化させていた上でさらにギリシャ人、ユダヤ人らが商業活動を行ったことでさらに苦しめられていた。ルーマニアで中間層を担うべき商人らはギリシャ人、ユダヤ人らに独占されていた。19世紀に入ってようやくルーマニア人らの中間層が形成されたが、これもボイエールと農民層の間で有効な活動ができなかった。
そのため、ルーマニア人らのナショナリズムはゆっくりとした歩調で育って行った。オーストリア占領下のトランシルヴァニアではルーマニア人僧侶が活動を行い、両公国に駐屯したロシア軍の影響でフランス文化の影響を受けた。そして18世紀に入ると両公国の権力者層を形成していたギリシャ人らが西欧の啓蒙思想を導入したことはルーマニア人らの文化的啓蒙に役立ち、さらにルーマニア人らの民族意識も高めることになった。

### ヴラディミレスクの登場

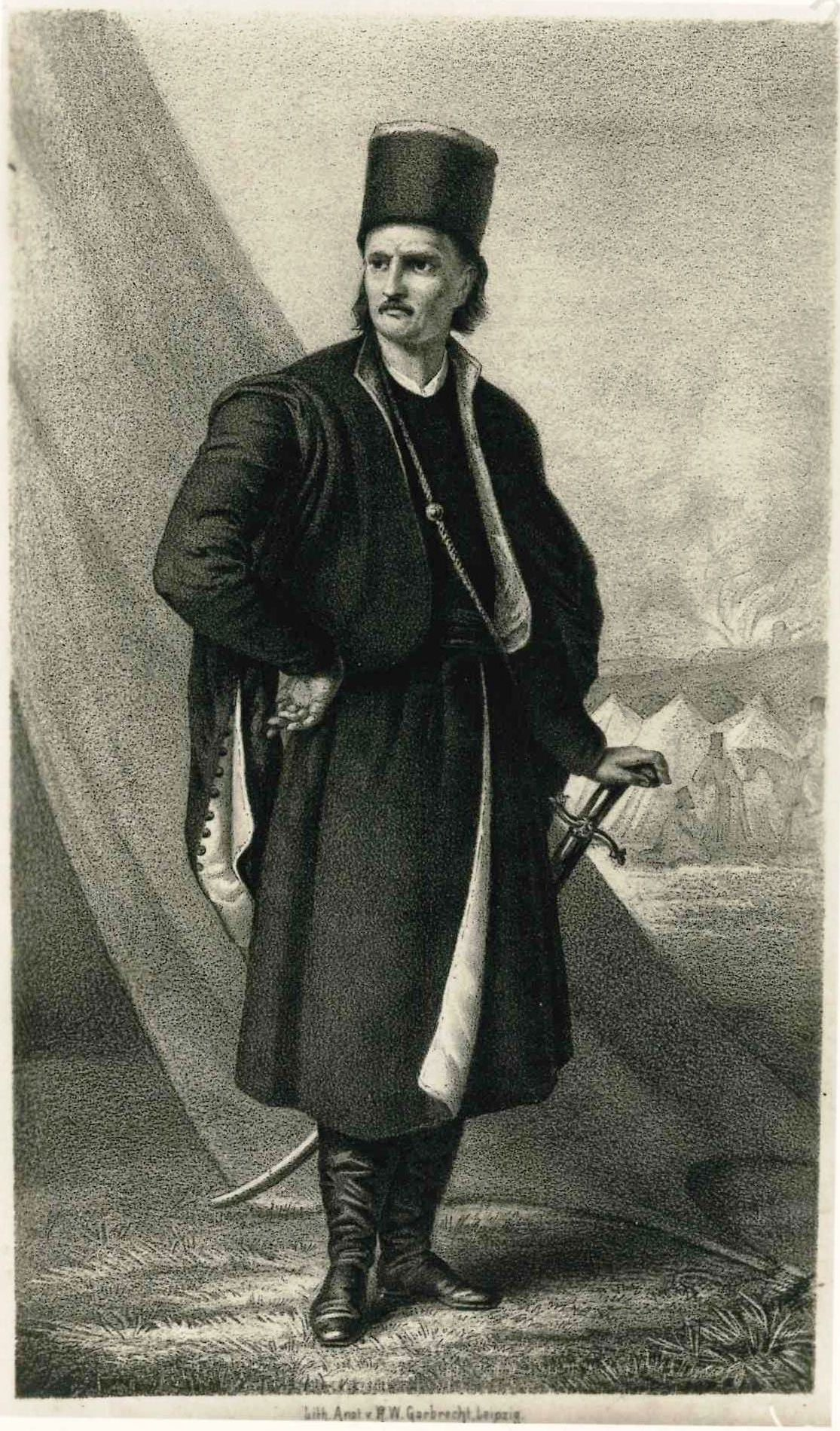
トゥドール・ヴラディミレスク

1806年に勃発した露土戦争はワラキア、モルダヴィア両公国の地で展開されたが、これにはルーマニア人義勇兵らもロシア側で参加していた。この戦いはロシアの勝利に終わったが、ブカレスト条約でベッサラビアがロシアに譲渡されるなど、ルーマニア義勇兵の奮闘も報われることはなかった。しかし、ルーマニアの人々はロシアがルーマニアを解放してくれるという期待を寄せ続けていた。そしてこの戦いにはのちにワラキア蜂起の指導者となるトゥドール・ヴラディミレスクも参加していた。
ヴラディミレスクは元々パンドゥル（民兵）であったが、1806年の露土戦争に参加した際、第一次セルビア蜂起の指導者であったカラジョルジェ・ペトロヴィチの仲間であるセルビア人らと接触し、また、オーストリアに滞在した際には後のギリシャ初代大統領となるイオアニス・カポディストリアスらとも親交を結んでいた。
ヴラディミレスクはオーストリアに滞在した際、フィリキ・エテリアの活動を知った。そのため、フィリキ・エテリアの指導者であるアレクサンドル・イプシランティスがヴラディミレスクに接触、ヴラディミレスクはフィリキ・エテリアに協力することになった。そしてフィリキ・エテリアが蜂起した際にはイプシランディスがモルダヴィアに侵入する間に当時、御用調達官であったヴラディミレスクがオルテニアで民兵を率いて蜂起、ブカレストを占領して合流することになっていた。
しかし、ヴラディミレスクの目的はルーマニア人の権利を拡大することにあり、ギリシャの独立を助けることではなかった。また、ギリシャ人であるルーマニアの支配層ファナリオティスらの排除して「ルーマニア人によるルーマニア支配」を要求することにあったため、フィリキ・エテリアの目的や手段とは大きく違いを見せていた。

## 蜂起

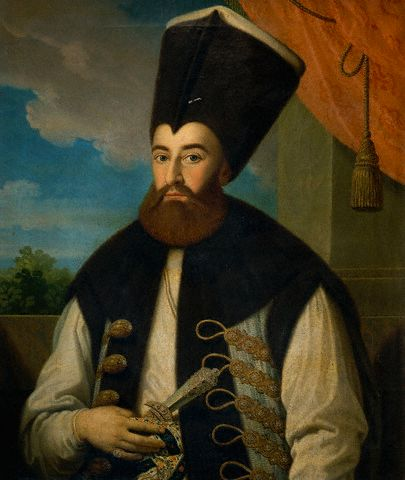
グリゴレ・ギガ、後にワラキア公に着任する

1821年1月15日、ワラキア公であったアレクサンドル・スツォフ (en) が死去するとヴラディミレスクはオルテニアのパデシュ(ro)で蜂起を開始、ワラキア公国の首都ブカレストはワラキアの貴族の中でも改革支持派による「統治委員会」が掌握した。この改革支持派の中でも有力な貴族3名、グリゴレ・ブルンコベアヌ(Grigore Brâncoveanu)、グリゴレ・ギカ(ro)、バルブ・ヴァカレスク(Barbu Văcărescu)らはヴラディミレスクと盟約を結んだ。そしてヴラディミレスクはドナウ川流域へオスマン帝国軍を誘導、イプシランティスがペロポネソス半島へ向かえるよう打ち合わせた。
1月19日（旧暦1月18日）夜、ヴラディミレスクはオルテニアへ進撃、2月4日（旧暦1月23日）、ヴラデイミレスクはオルテニアに到着するとティスマナ修道院(ro)で自らの味方となる貴族への支援とヴラディミレスク軍の農民兵、農民らによる「人民議会」へ委ねることを主旨としたパデシュ宣言(ro)を発表して各地に檄を飛ばした。その激に応じて数千人の農民らがヴラディミレスクの元へ集まり、ヴラディミレスクは彼らから8,000人の農民兵を編成した。
これらの檄はトランシルヴァニアまで伝達され、トランシルヴァニアの人々もヴラディミレスクらの軍がやってきて貴族を打ち倒してくれるという期待を与えた。その一方でモルダヴィアではあまり動揺は広がらなかったが、モルダヴィア宮廷宰相ヤコヴァケ・リゾ・ネルロスはイプシランティス宛に期待を込めた書簡を送った。しかし、農民らは永年の恨みをはらすかのように貴族、僧院の領地を襲い、略奪を行ったが、ヴラディミレスクはそれを厳罰をもって取り締まった。しかし、ときにヴラディミレスクは農民の代表として振るわなければならず、ときに地方の官吏を解任したり、不当に徴収した税を取り戻したりしなければならなかったため、多数の貴族がヴラディミレスクの元から離れていった。
さらにヴラディミレスクは要塞化されていたティスマナ、ストレイハイア、モトルの修道院を占領して食料を貯蔵、オスマン帝国の襲来に備えた上で商人を農業経営者に任命して行政、軍事の権利を与えたが、貴族らがこれに圧力をかけたため、ヴラディミレスクは彼らを罷免せざるを得なかった。

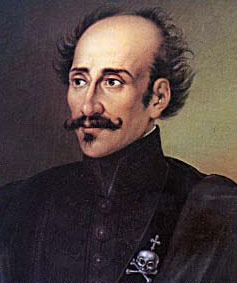
アレクサンドロス・イプシランティス

そしてこれに呼応したアレクサンドロス・イプシランティス率いるフィリキ・エテリアも蜂起、3月6日（旧暦2月22日）にロシア国境を越えてモルダヴィアへ進撃した。これにはセルビア、ブルガリア、モンテネグロなどの義勇兵も加わった。そして、ヤシーで兵力を5,000人にまで増やした義勇軍はブカレストへ向けて進撃を開始した。
ヴラディミレスクはこの蜂起が一部の不当な貴族らやファナリオティスたちへのものであると、ブカレストのロシア総領事やオーストリア、オスマン帝国朝廷使節らに対して表明し、彼らを安堵させようとした。そしてブカレストの統治委員会もヴラディミレスク蜂起を支援しつつも「パデシュ宣言」はオスマン帝国に出来る限り秘密にしようとしており、さらにこの蜂起が小さいものでワラキア国内の軍事力で制圧できるレベルであるように矮小化した。そして統治委員会はヴラディミレスクらに委員会に服従させるために部隊を派遣したが、部隊の隊長であるアルバニア人がフィリキ・エテリアのメンバーであったため、結局、この部隊はヴラディミレスクに合流した。
しかし3月16 日にヴラディミレスクがブカレスト近郊へ到着すると大部分の住民がブカレストから姿を消していた。さらに悪いことにフィリキ・エテリア、ヴラディミレクスらが支援を期待していたロシア皇帝アレクサンドル1世がヴラディミレスクらを批判、ブカレストのロシア総領事もロシア本国の命令でブカレストから退去していた。そのため、ブカレストの統治委員会も成功の可能性がないと判断、トランシルヴァニアへ逃亡した。
4月6日(旧暦3月21日)、ブカレスト守備隊司令官ビムバシャ・サヴァはイプシランティスが到着する前にヴラディミレスクの入城を阻止しようとしたが、結局、ヴラディミレスクはブカレストへ入城、残っていた住民らの熱烈な歓迎を受けた上で、ボレンティン・ヴァーレで市民らに協力と団結を呼びかけた。しかし、ロシア皇帝が不同意を表明したことと統治委員会の貴族らが逃亡したことはヴラディミレスクに法的正統性が無いことを意味していた。そのため、ヴラディミレスクは貴族らと協議を行った上で国土を回復するために一時的に国を支配するという協定を結んで自らの行動が正統であることを示したが、貴族らはイプシランティスが到着するまで日和見的な態度をとろうとしていた。

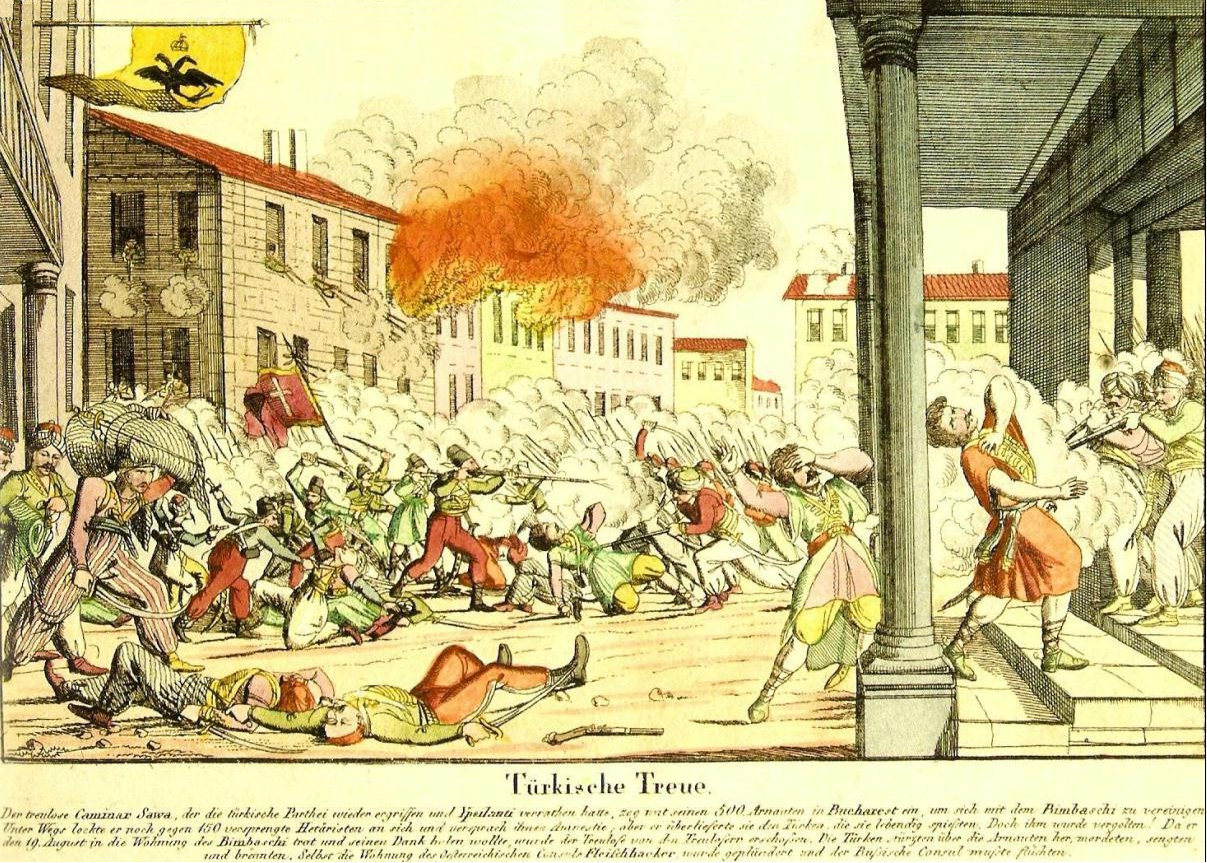
ブカレストで戦う義勇軍、1821年

一方、イプシランディス率いる義勇軍もワラキア、モルダヴィア公国で圧政を敷いていたファナリオティスの出身であったことからワラキアの人々はフィリキ・エテリアへの協力に消極的であったが、フィリキ・エテリアの義勇軍の中には現地で徴発を無理やり行なったため、嫌悪や反発の対象と化していた。
4月18日（旧暦4月6日）イプシランディス率いる義勇軍がブカレストに到着した際、ヴラディミレスクらは入城することを拒否した。そのため一週間後、両者の間で会談がもたれ、ヴラディミレスクはロシア軍が動かなかったこと、ワラキア、モルダヴィア両公国の人々をオスマン帝国の残忍な報復に晒したことや行軍中の略奪を激しく非難し、一方のイプシランディスは過去にヴラディミレスクがフィリキ・エテリアに協力を申し出たことで応酬したため、会議は物別れに終わった。
そして両軍が激突することを避けるために、ワラキアを2つの戦区に分けて、北方がイプシランティス、南方をヴラディミレスクが担当することだけを決定し、ヴラディミレスクはコトロチェニ(ro)に司令部をおいた。そしてヴラディミレスクはオスマン帝国の介入を避けるためにドナウ川流域のパシャらと接触したがことごとく失敗に終わった。そして両者にとって絶望的なことにロシア皇帝アレクサンドル1世がイプシランティスの行動を非難してオスマン帝国軍が両公国に軍事介入することを認めた書簡が彼らの元に届いたことであった。
イプシランティスがブカレストから離脱するとヴラディミレスクはブカレストを占領、ミハイ・ヴォダ、ラドウ・ヴォダ、メトロポリタンの各教会を占領、統治委員を逮捕して拘束、ヴラディミレスクはワラキア全土を支配する立場となった。そのため、彼はトゥードル公と呼ばれ、税を軽くし、農民の保護を行ったため、民衆の支持は増大して軍隊も強化された。
しかしヴラディミレスクはあくまでも自らが統治者であることを宣言せずにオスマン帝国との協調と貴族、僧侶たちの協力を求めていた。そのため、ヴラディミレスクはワラキア各地のパシャらと連絡をとって、あくまでもファナリオティス制への反対、オスマン帝国への忠誠と服従を誓うことを伝えたが、武器なくしては国は救えないとして抵抗の準備は怠らなかった。そのため、大規模な徴兵を行い、兵営としていたコトロチェニを要塞化、兵の訓練を行った。そしてさらに兵力を増強するためにアルバニア傭兵部隊の指揮官サヴァを陣営に引きこもうとしたが、サヴァはオスマン帝国軍と盟約をすでに結んでいた。
5月13日（旧暦5月1日）、オスマン帝国軍は3万の兵をワラキア、モルダヴィアへ投入、フィリキ・エテリア軍とヴラディミレスク軍はこれと交戦したが、オスマン帝国軍が5月27日（旧暦5月15日）にブカレストへの攻撃を行うとヴラディミレスクはブカレストに戦火が及ぶことを恐れていち早く撤退、29日にオスマン帝国がブカレストを占領した。しかし、この撤退はヴラディミレスクがオスマン帝国軍と協力してフィリキ・エテリア軍を攻撃するという噂につながった。

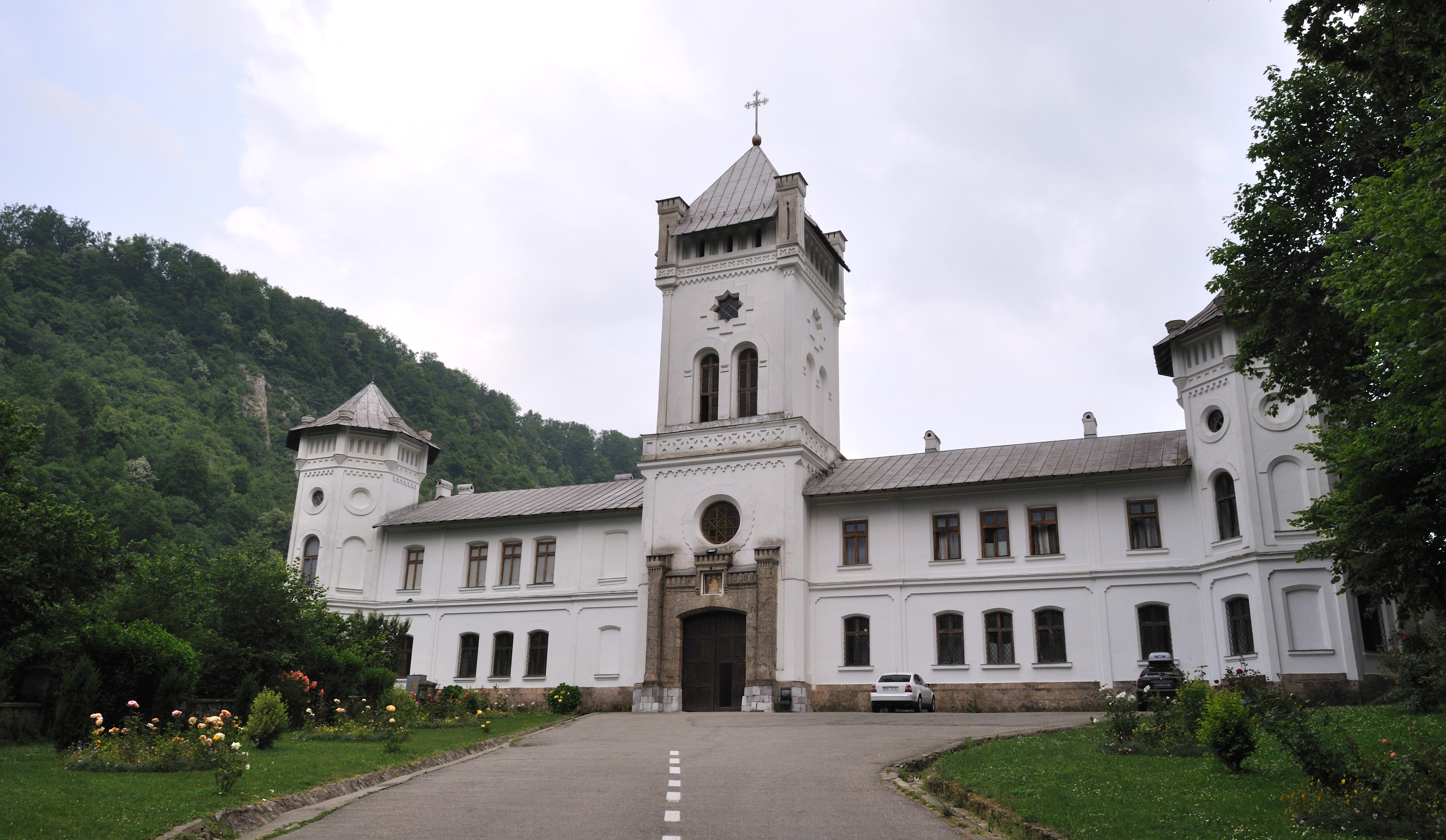
ルーマニア軍が撃破されたティスマナ修道院

このため、疑心暗鬼に陥ったイプシランディスはジョルシオ・オリムピオスの協力の元、ヴラディミレスクを逮捕、ティルゴヴィシュテにおいて拷問にかけた上で裁判を開き、6月9日（旧暦5月27日）夜、密かに処刑して彼の亡骸は井戸に投げ捨てられた。
ヴラディミレスクを失ったルーマニアの蜂起軍はティスマナ修道院でオスマン帝国に撃破され、オスマン帝国軍がワラキア、モルダヴィア両公国に駐留することになった。
一方、ヴラディミレスクを処刑したイプシランディスも6月19日、ドラガシャニの戦いでオスマン帝国軍に撃破されて崩壊、イプシランディスはオーストリアへ逃亡した。
7月、マフムト率いる軍によって彼らは掃討され事実上崩壊、ワラキア、モルダヴィア両公国はオスマン帝国によって占領された。

## その後
この蜂起は結局は失敗に終わったが、ギリシャ独立戦争の嚆矢として重要な役割を果たした。また、ワラキア、モルダヴィア両公国におけるファナリオティスによる統治に対して大きな不満をルーマニアの人々が抱いていたことが表面化したことからオスマン帝国政府はファナリオティスによる統治を廃止、これ以降、両公国の君主にはルーマニアの貴族らが着任するようになった。
そしてルーマニアでは1848年に大規模な反乱を起こしたが、これは市民革命を目指したためにオスマン帝国とそれを援助したロシアによって鎮圧された。しかし、ロシアがクリミア戦争で敗れたことで両公国は自治を認められ、1860年にルーマニア公国として統一、1866年にホーエンツォレルン＝ジグマリンゲン侯の子であるカールが大公に即位することでルーマニアの独立が達成される。